# Élections législatives de 2017 dans l'Ardèche
Les élections législatives françaises de 2017 se déroulent les 11 et 18 juin 2017. Dans le département de l'Ardèche, trois députés sont à élire dans le cadre de trois circonscriptions.

## Élus
| Circonscription | Député sortant  | Parti        | Parti        | Député élu ou réélu | Parti | Parti |
| --------------- | --------------- | ------------ | ------------ | ------------------- | ----- | ----- |
| 1re             | Siège vacant    | Siège vacant | Siège vacant | Hervé Saulignac     |       | PS    |
| 2e              | Olivier Dussopt |              | PS           | Olivier Dussopt     |       | PS    |
| 3e              | Sabine Buis     |              | PS           | Fabrice Brun        |       | LR    |

## Rappel des résultats départementaux des élections de 2012
| Parti          | Parti                                | Premier tour | Premier tour | Second tour | Second tour | Sièges |
| Parti          | Parti                                | Voix         | %            | Voix        | %           | Sièges |
| -------------- | ------------------------------------ | ------------ | ------------ | ----------- | ----------- | ------ |
|                | Parti socialiste                     | 59 488       | 39,43        | 82 107      | 56,54       | 3      |
|                | Europe Écologie Les Verts            | 6 465        | 4,29         |             |             | 0      |
|                | Majorité présidentielle              | 65 953       | 43,72        | 82 107      | 56,54       | 3      |
|                |                                      |              |              |             |             |        |
|                | Union pour un mouvement populaire    | 37 470       | 24,84        | 49 656      | 34,19       | 0      |
|                | Parti chrétien-démocrate             | 7 046        | 4,67         |             |             | 0      |
|                | Divers droite                        | 649          | 0,43         | 0           |             |        |
|                | Debout la République                 | 317          | 0,21         | 0           |             |        |
|                | Droite parlementaire                 | 45 482       | 30,15        | 49 656      | 34,19       | 0      |
|                |                                      |              |              |             |             |        |
|                | Front national                       | 22 514       | 14,92        | 13 463      | 9,27        | 0      |
|                | Front de gauche                      | 11 174       | 7,41         |             |             | 0      |
|                | Mouvement démocrate                  | 2 942        | 1,95         | 0           |             |        |
|                | Extrême gauche dont LO, NPA et POI   | 1 854        | 1,23         | 0           |             |        |
|                | Divers écologiste dont LT-LNÉ et AÉI | 938          | 0,62         | 0           |             |        |
|                | Divers                               | 2            | 0,00         | 0           |             |        |
|                |                                      |              |              |             |             |        |
| Inscrits       | Inscrits                             | 243 652      | 100,00       | 243 521     | 100,00      | 3      |
| Abstentions    | Abstentions                          | 90 204       | 37,02        | 92 300      | 37,9        |        |
| Votants        | Votants                              | 153 448      | 62,98        | 151 221     | 62,1        |        |
| Blancs et nuls | Blancs et nuls                       | 2 589        | 1,69         | 5 995       | 3,96        |        |
| Exprimés       | Exprimés                             | 150 859      | 98,31        | 145 226     | 96,04       |        |

## Résultats de l'élection présidentielle de 2017 par circonscription
| Circonscription | 1er tour | 1er tour | 1er tour | 1er tour  |         | 2d tour | 2d tour |
| Circonscription | Macron   | Le Pen   | Fillon   | Mélenchon | Macron  | Le Pen  |         |
| --------------- | -------- | -------- | -------- | --------- | ------- | ------- | ------- |
| Circonscription |          |          |          |           |         |         |         |
| 1re             | 21,21 %  | 25,27 %  | 15,06 %  | 22,37 %   | 60,11 % | 39,89 % |         |
| 2e              | 23,12 %  | 22,9 %   | 19,04 %  | 18,35 %   | 63,39 % | 36,61 % |         |
| 3e              | 20,38 %  | 21,3 %   | 17,56 %  | 25,26 %   | 63,36 % | 36,64 % |         |

## Résultats

### Résultats à l'échelle du département
|                                             |                                      |                           |                           |                          |                          |
|                                             |                                      | Premier tour 11 juin 2017 | Premier tour 11 juin 2017 | Second tour 18 juin 2017 | Second tour 18 juin 2017 |
|                                             |                                      |                           |                           |                          |                          |
|                                             |                                      | Nombre                    | % des inscrits            | Nombre                   | % des inscrits           |
| Inscrits                                    | Inscrits                             | 249 259                   | 100,00                    | 249 229                  | 100,00                   |
| Abstentions                                 | Abstentions                          | 115 754                   | 46,44                     | 134 968                  | 54,15                    |
| Votants                                     | Votants                              | 133 505                   | 53,56                     | 114 261                  | 45,85                    |
|                                             |                                      |                           | % des votants             |                          | % des votants            |
| Bulletins blancs                            | Bulletins blancs                     | 1 889                     | 1,41                      | 10 005                   | 8,76                     |
| Bulletins nuls                              | Bulletins nuls                       | 854                       | 0,64                      | 4 757                    | 4,16                     |
| Suffrages exprimés                          | Suffrages exprimés                   | 130 762                   | 97,95                     | 99 499                   | 87,08                    |
|                                             |                                      |                           |                           |                          |                          |
| Étiquette politique                         | Étiquette politique                  | Voix                      | % des exprimés            | Voix                     | % des exprimés           |
|                                             |                                      |                           |                           |                          |                          |
|                                             | La République en marche              | 32 668                    | 24,98                     | 43 448                   | 43,67                    |
|                                             | Parti socialiste                     | 26 694                    | 20,41                     | 39 125                   | 39,32                    |
|                                             | Front national                       | 16 966                    | 12,97                     |                          |                          |
|                                             | La France insoumise                  | 16 007                    | 12,24                     |                          |                          |
|                                             | Les Républicains                     | 14 950                    | 11,43                     | 16 926                   | 17,01                    |
|                                             | Union des démocrates et indépendants | 5 972                     | 4,57                      |                          |                          |
|                                             | Europe Écologie Les Verts            | 4 751                     | 3,63                      |                          |                          |
|                                             | Divers droite                        | 3 932                     | 3,01                      |                          |                          |
|                                             | Parti communiste français            | 3 785                     | 2,89                      |                          |                          |
|                                             | Debout la France                     | 1 574                     | 1,20                      |                          |                          |
|                                             | Divers                               | 1 385                     | 1,06                      |                          |                          |
|                                             | Extrême droite                       | 969                       | 0,74                      |                          |                          |
|                                             | Extrême gauche                       | 744                       | 0,57                      |                          |                          |
|                                             | Divers écologiste                    | 365                       | 0,28                      |                          |                          |
| Source : Ministère de l'Intérieur - Ardèche |                                      |                           |                           |                          |                          |

### Résultats par circonscription

#### Première circonscription
Député sortant : siège vacant.
|                                                                           |                                                                            |                           |                           |                          |                          |
|                                                                           |                                                                            | Premier tour 11 juin 2017 | Premier tour 11 juin 2017 | Second tour 18 juin 2017 | Second tour 18 juin 2017 |
|                                                                           |                                                                            |                           |                           |                          |                          |
|                                                                           |                                                                            | Nombre                    | % des inscrits            | Nombre                   | % des inscrits           |
| Inscrits                                                                  | Inscrits                                                                   | 77 927                    | 100,00                    | 77 920                   | 100,00                   |
| Abstentions                                                               | Abstentions                                                                | 37 950                    | 48,70                     | 43 769                   | 56,17                    |
| Votants                                                                   | Votants                                                                    | 39 977                    | 51,30                     | 34 151                   | 43,83                    |
|                                                                           |                                                                            |                           | % des votants             |                          | % des votants            |
| Bulletins blancs                                                          | Bulletins blancs                                                           | 725                       | 1,81                      | 3 139                    | 9,19                     |
| Bulletins nuls                                                            | Bulletins nuls                                                             | 297                       | 0,74                      | 1 726                    | 5,05                     |
| Suffrages exprimés                                                        | Suffrages exprimés                                                         | 38 955                    | 97,44                     | 29 286                   | 85,75                    |
|                                                                           |                                                                            |                           |                           |                          |                          |
| Candidat Étiquette politique (partis et alliances)                        | Candidat Étiquette politique (partis et alliances)                         | Voix                      | % des exprimés            | Voix                     | % des exprimés           |
|                                                                           |                                                                            |                           |                           |                          |                          |
|                                                                           | André Dupont La République en marche                                       | 9 203                     | 23,62                     | 12 293                   | 41,98                    |
|                                                                           | Hervé Saulignac Parti socialiste                                           | 7 422                     | 19,05                     | 16 993                   | 58,02                    |
|                                                                           | François Arsac Union des démocrates et indépendants                        | 5 972                     | 15,33                     |                          |                          |
|                                                                           | Céline Porquet Front national                                              | 5 876                     | 15,08                     |                          |                          |
|                                                                           | Luisa Gaillard-Sanchez La France insoumise                                 | 5 117                     | 13,14                     |                          |                          |
|                                                                           | François Jacquart Parti communiste français                                | 1 812                     | 4,65                      |                          |                          |
|                                                                           | Olivier Keller Europe Écologie Les Verts                                   | 1 410                     | 3,62                      |                          |                          |
|                                                                           | Claire Calon Divers (Parti animaliste)                                     | 410                       | 1,05                      |                          |                          |
|                                                                           | Christian Grangis Extrême droite (Union des patriotes)                     | 369                       | 0,95                      |                          |                          |
|                                                                           | Gilles Bas Écologiste (Mouvement 100 % - Alliance écologiste indépendante) | 365                       | 0,94                      |                          |                          |
|                                                                           | Alain Barnier Extrême droite                                               | 297                       | 0,76                      |                          |                          |
|                                                                           | Muriel Vander Donckt Lutte ouvrière                                        | 272                       | 0,70                      |                          |                          |
|                                                                           | Zoubida Abbas Divers (Union populaire républicaine)                        | 220                       | 0,56                      |                          |                          |
|                                                                           | Guérin de Longevialle Divers                                               | 210                       | 0,54                      |                          |                          |
| Source : Ministère de l'Intérieur - Première circonscription de l'Ardèche |                                                                            |                           |                           |                          |                          |

#### Deuxième circonscription
Député sortant : Olivier Dussopt (Parti socialiste).
|                                                                           |                                                                               |                           |                           |                          |                          |
|                                                                           |                                                                               | Premier tour 11 juin 2017 | Premier tour 11 juin 2017 | Second tour 18 juin 2017 | Second tour 18 juin 2017 |
|                                                                           |                                                                               |                           |                           |                          |                          |
|                                                                           |                                                                               | Nombre                    | % des inscrits            | Nombre                   | % des inscrits           |
| Inscrits                                                                  | Inscrits                                                                      | 93 064                    | 100,00                    | 93 064                   | 100,00                   |
| Abstentions                                                               | Abstentions                                                                   | 43 197                    | 46,42                     | 49 718                   | 53,42                    |
| Votants                                                                   | Votants                                                                       | 49 867                    | 53,58                     | 43 346                   | 46,58                    |
|                                                                           |                                                                               |                           | % des votants             |                          | % des votants            |
| Bulletins blancs                                                          | Bulletins blancs                                                              | 627                       | 1,26                      | 2 799                    | 6,46                     |
| Bulletins nuls                                                            | Bulletins nuls                                                                | 253                       | 0,51                      | 1 236                    | 2,85                     |
| Suffrages exprimés                                                        | Suffrages exprimés                                                            | 48 987                    | 98,24                     | 39 311                   | 90,69                    |
|                                                                           |                                                                               |                           |                           |                          |                          |
| Candidat Étiquette politique (partis et alliances)                        | Candidat Étiquette politique (partis et alliances)                            | Voix                      | % des exprimés            | Voix                     | % des exprimés           |
|                                                                           |                                                                               |                           |                           |                          |                          |
|                                                                           | Laurette Gouyet-Pommaret La République en marche                              | 12 718                    | 25,96                     | 17 179                   | 43,70                    |
|                                                                           | Olivier Dussopt (député sortant) Parti socialiste (Parti radical de gauche)   | 11 531                    | 23,54                     | 22 132                   | 56,30                    |
|                                                                           | Marc-Antoine Quenette Les Républicains (Union des démocrates et indépendants) | 6 585                     | 13,44                     |                          |                          |
|                                                                           | Odile Lasfargues-Bouyon Front national                                        | 6 026                     | 12,30                     |                          |                          |
|                                                                           | Samia Hasnaoui La France insoumise                                            | 4 897                     | 10,00                     |                          |                          |
|                                                                           | Jean-Paul Vallon Divers droite                                                | 3 293                     | 6,72                      |                          |                          |
|                                                                           | Nadia Senni Europe Écologie Les Verts                                         | 1 460                     | 2,98                      |                          |                          |
|                                                                           | Isabelle François Debout la France                                            | 1 116                     | 2,28                      |                          |                          |
|                                                                           | Daniel Babarossa Parti communiste français                                    | 859                       | 1,75                      |                          |                          |
|                                                                           | Christophe Marchisio Lutte ouvrière                                           | 263                       | 0,54                      |                          |                          |
|                                                                           | Isabelle Strubi Divers (Union populaire républicaine)                         | 239                       | 0,49                      |                          |                          |
|                                                                           | Jean-Paul Louis Vallon Extrême droite (Union des patriotes)                   | 0                         | 0,00                      |                          |                          |
| Source : Ministère de l'Intérieur - Deuxième circonscription de l'Ardèche |                                                                               |                           |                           |                          |                          |

#### Troisième circonscription
Député sortant : Sabine Buis (Parti socialiste).
|                                                                            |                                                                           |                           |                           |                          |                          |
|                                                                            |                                                                           | Premier tour 11 juin 2017 | Premier tour 11 juin 2017 | Second tour 18 juin 2017 | Second tour 18 juin 2017 |
|                                                                            |                                                                           |                           |                           |                          |                          |
|                                                                            |                                                                           | Nombre                    | % des inscrits            | Nombre                   | % des inscrits           |
| Inscrits                                                                   | Inscrits                                                                  | 78 267                    | 100,00                    | 78 245                   | 100,00                   |
| Abstentions                                                                | Abstentions                                                               | 34 606                    | 44,22                     | 41 481                   | 53,01                    |
| Votants                                                                    | Votants                                                                   | 43 661                    | 55,78                     | 36 764                   | 46,99                    |
|                                                                            |                                                                           |                           | % des votants             |                          | % des votants            |
| Bulletins blancs                                                           | Bulletins blancs                                                          | 586                       | 1,34                      | 4 067                    | 11,06                    |
| Bulletins nuls                                                             | Bulletins nuls                                                            | 277                       | 0,63                      | 1 795                    | 4,88                     |
| Suffrages exprimés                                                         | Suffrages exprimés                                                        | 42 798                    | 98,02                     | 30 902                   | 84,06                    |
|                                                                            |                                                                           |                           |                           |                          |                          |
| Candidat Étiquette politique (partis et alliances)                         | Candidat Étiquette politique (partis et alliances)                        | Voix                      | % des exprimés            | Voix                     | % des exprimés           |
|                                                                            |                                                                           |                           |                           |                          |                          |
|                                                                            | Matthieu Peyraud La République en marche                                  | 10 748                    | 25,11                     | 13 976                   | 45,23                    |
|                                                                            | Fabrice Brun Les Républicains                                             | 8 365                     | 19,55                     | 16 926                   | 54,77                    |
|                                                                            | Sabine Buis (députée sortante) Parti socialiste (Parti radical de gauche) | 7 741                     | 18,09                     |                          |                          |
|                                                                            | Alain Joffre La France insoumise                                          | 5 970                     | 13,95                     |                          |                          |
|                                                                            | Thierry Arsac Front national                                              | 5 064                     | 11,83                     |                          |                          |
|                                                                            | Guillaume Vermorel Europe Écologie Les Verts                              | 1 881                     | 4,40                      |                          |                          |
|                                                                            | Carole Daudan Parti communiste français                                   | 1 114                     | 2,60                      |                          |                          |
|                                                                            | Amandine Mollier Divers droite (Union des démocrates et indépendants)     | 468                       | 1,09                      |                          |                          |
|                                                                            | Jean-Pierre Méjean Debout la France                                       | 458                       | 1,07                      |                          |                          |
|                                                                            | Caroline Baldan Divers (Union populaire républicaine)                     | 306                       | 0,71                      |                          |                          |
|                                                                            | Alain Coppens Extrême droite (Union des patriotes)                        | 303                       | 0,71                      |                          |                          |
|                                                                            | Coralie Laurent Lutte ouvrière                                            | 209                       | 0,49                      |                          |                          |
|                                                                            | Laurent Touzet Divers droite (Résistons)                                  | 171                       | 0,40                      |                          |                          |
| Source : Ministère de l'Intérieur - Troisième circonscription de l'Ardèche |                                                                           |                           |                           |                          |                          |